# Casa de Habsburgo-Lorena
La casa de Habsburgo-Lorena es la única rama legítima actualmente subsistente de las casas de Habsburgo y de Lorena, procedente del matrimonio del duque Francisco III, duque de Lorena y Bar (1708-1765), y María Teresa de Habsburgo (1717-1780), reina de Hungría y de Bohemia y archiduquesa soberana de Austria en 1736.
Los miembros de esta rama, que heredaron las posesiones patrimoniales de los Habsburgo (aunque por línea paterna descendientes de la casa de Lorena), unieron los dos nombres. Anecdóticamente, fue el motivo por el que la reina de Francia, María Antonieta (1755-1793), se identificaba, tanto en sus escritos como en la apertura de su juicio, como «María Antonieta de Lorena de Austria».
La casa en la actualidad (al igual que otras dinastías austríacas) no tiene derecho a heredar la corona en Austria debido a las leyes republicanas en vigor. Tampoco tienen derechos a títulos o a la inclusión del predicado de nobleza en sus apellidos. El pretendiente al trono, Carlos de Habsburgo-Lorena, quien se hace llamar Carlos de Habsburgo a secas, tiene el nombre oficial registrado de Carlos Habsburgo-Lorena, sin la preposición "von" de acuerdo con la ley.

## Dominios y posesiones de los Habsburgo-Lorena
Esta rama reinó sobre:   
- el ducado de Parma (de 1735 a 1748 y de 1814 a 1847);
- el Gran Ducado de Toscana (de 1737 a 1799 y de 1814 a 1859);
- los Países Bajos Austriacos (futura Bélgica) (de 1740 a 1789 y de 1790 a 1794);
- el Sacro Imperio Romano Germánico, de 1745 a 1806 (directa bajo dominio soberano, indirecta como presidente del Reichstag);
- el archiducado de Austria, después el Imperio austríaco (desde 1806 hasta 1867), el reino de Hungría (hasta 1867), el reino de Bohemia (de 1780 a 1918) y el Imperio austrohúngaro (de 1867 a 1918);
- el ducado de Módena (de 1814 a 1859);
- el reino lombardo-véneto (de 1815 a 1866);
- el ducado de Massa (de 1829 a 1859);
- el Segundo Imperio mexicano (de 1863 a 1867).

#### Reinado consorte
Muchas de las princesas e infantas de la dinastía fueron consortes de varias monarquías europeas ajenas a las posesiones de los Habsburgo (al menos en ese momento) y a lo largo de los siglos: Francia, Dos Sicilias, España, Portugal, Bélgica, Brasil, Parma, Cerdeña, Baviera, Sajonia y Liechtenstein.

## Historia

### Casa de Habsburgo
Los Habsburgo eran originarios de un modesto castillo en Argovia, actual Suiza. El fundador de la dinastía, el conde Radbot de Habsburgo, pasó a controlar el castillo como vasallo del duque de Suabia a principios del siglo XI. Por medio de una ambiciosa política matrimonial y de alianzas, los Habsburgo comenzaron a extender su influencia hasta que en el siglo XIII. Rodolfo I de Habsburgo, por entonces controlando partes de Alsacia y Argovia, logró ser nombrado rey de romanos en 1273, durante el interregno subsiguiente a la muerte de Federico II Hohenstaufen. El conflicto entre Rodolfo I y el heredero de los Hohenstaufen, el rey Ottokar II de Bohemia, resultó en que los Habsburgo adquirieran los territorios de Austria, Estiria, Carniola y Carintia, que formarían parte de los territorios centrales de la familia durante el resto de su historia. En 1452, el influyente duque de Austria Federico III fue elegido emperador del Sacro Imperio Romano Germánico, y desde ese momento hasta su disolución los Habsburgo controlarían el trono del Sacro Imperio.

### Casa de Lorena
La Casa de Lorena (en francés: Lorraine; en alemán: Lothringen) es una dinastía de la nobleza europea, fundada en el siglo XI por los condes de Metz y los condes de Alsacia, los hermanos Adalberto y Gerardo de Alsacia, quienes recibieron del emperador Enrique III el ducado de Lorena.
Luego de un breve interludio entre 1453 y 1473, cuando el ducado pasó por derecho de la hija de Carlos II a su esposo Juan de Calabria, un capetino, Lorena revirtió a la Casa de Vaudémont, una rama menor de la Casa de Lorena, en la persona de Renato II, quien más tarde agregó a sus títulos el de duque de Bar. La dinastía se fortaleció a partir del siglo XV, después de la victoria de Renato II, Conde de Vaudémont y Duque de Lorena, en la Batalla de Nancy. Las guerras de Religión vieron el crecimiento de una rama menor de la familia real de Lorena, la Casa de Guisa, que se convirtió en una fuerza dominante en la política francesa y, durante los últimos años del reinado de Enrique III, estuvo al borde de la sucesión al trono de Francia. María de Guisa, madre de la reina María I de Escocia, también provenía de esta familia.

### Casa de Habsburgo-Lorena
Bajo la monarquía Borbón, la rama de la Casa de Guisa, liderada por el duque d’Elbeuf, permaneció como uno de los más altos rangos de la aristocracia francesa, mientras que la rama menor de la Casa de Vaudemont continuó gobernando los ducados independientes de Lorena y Bar. Las ambiciones imperialistas de Luis XIV (que involucraron la ocupación de Lorena entre 1669-1697) forzaron a los duques a una permanente alianza con sus archienemigos, los Sacros Emperadores Romanos de la Casa de Habsburgo.

En el siglo  XVIII, el duque Francisco III de Lorena, casó con la archiduquesa María Teresa de Austria y de esta forma emparentaron las Casas de Lorena y Habsburgo, dando origen a la Casa de Habsburgo-Lorena.

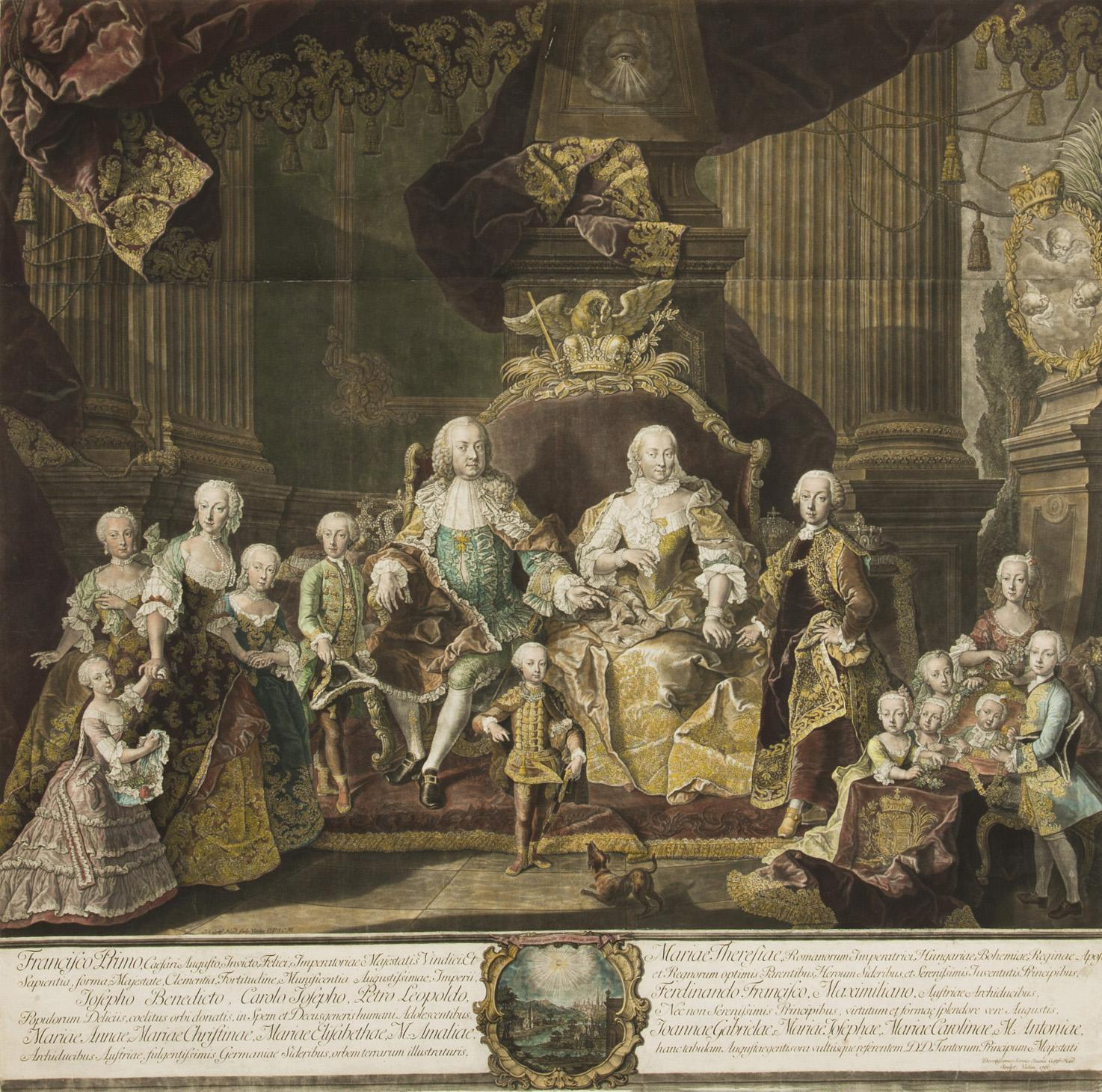
La familia imperial (Hain, 1760)

Habsburgo-Lorena fue una rama de la dinastía Habsburgo, surgida con el matrimonio de María Teresa de Austria y Francisco Esteban de Lorena, que comenzó su andadura con la Guerra de Sucesión de Austria, en la que Austria, flanqueada por Inglaterra, combatió contra Francia, España y Prusia, para mantener su independencia. La dinastía era descendiente de dos prestigiosos y antiguos linajes francos, el de los Manfredi o Girardidi, conde de París y de Metz, y luego duques de Lorena, y el de los Eticónidas, duques de Alsacia y antepasados de la Casa de Habsburgo.
La iniciativa fue tomada por el rey prusiano Federico II que con sus tropas invadió Silesia, una región de Bohemia rica en minería e industrias textiles. La joven archiduquesa María Teresa de Habsburgo no estaba lista para liderar una guerra; además, la situación se agravó por la desorganización del ejército y las arcas vacías. La guerra, que se libró principalmente en Alemania y en Italia, tuvo un impacto positivo en los austríacos cuando murió el elector de Baviera. Así, la gran coalición  enfrentada a la casa habsburgo se disolvió: todas las victorias de Francia y de Prusia fueron en vano. Con la intervención de la zarina de Rusia junto a los Habsburgo, la guerra terminó oficialmente, y se firmó en 1748 la paz de Aquisgrán, que reconoció los derechos impuestos por la Pragmática Sanción de 1713 y la cesión de Silesia a Prusia.
Al no reconocer la posesión de Silesia por Prusia, María Teresa de Habsburgo reanudó las hostilidades con Federico II y logró encontrar apoyo en Francia. Así comenzó la Guerra de los Siete Años (1756-1763), que terminó sin ganadores, pero que no condujo al regreso de Silesia. A partir de entonces, María Teresa de Habsburgo se ocupó principalmente de la política interna, mejorando casi todos los órganos estatales, y llevó a Austria de vuelta a las grandes potencias europeas.

A María Teresa de Habsburgo sucedió a José II, un soberano crecido en la nueva corriente de la Ilustración, y por los nuevos ideales que trajo; implementó muchas reformas, la mayoría de las cuales fueron en detrimento del clero. A la muerte de José II en 1790, fue sucedido por su hermano Leopoldo II, quien en 1791 invitó a Europa a socorrer a la familia real francesa y a sofocar los ideales de la revolución, sin intervención militar. Murió unos días antes de la declaración de guerra de Francia a Austria.

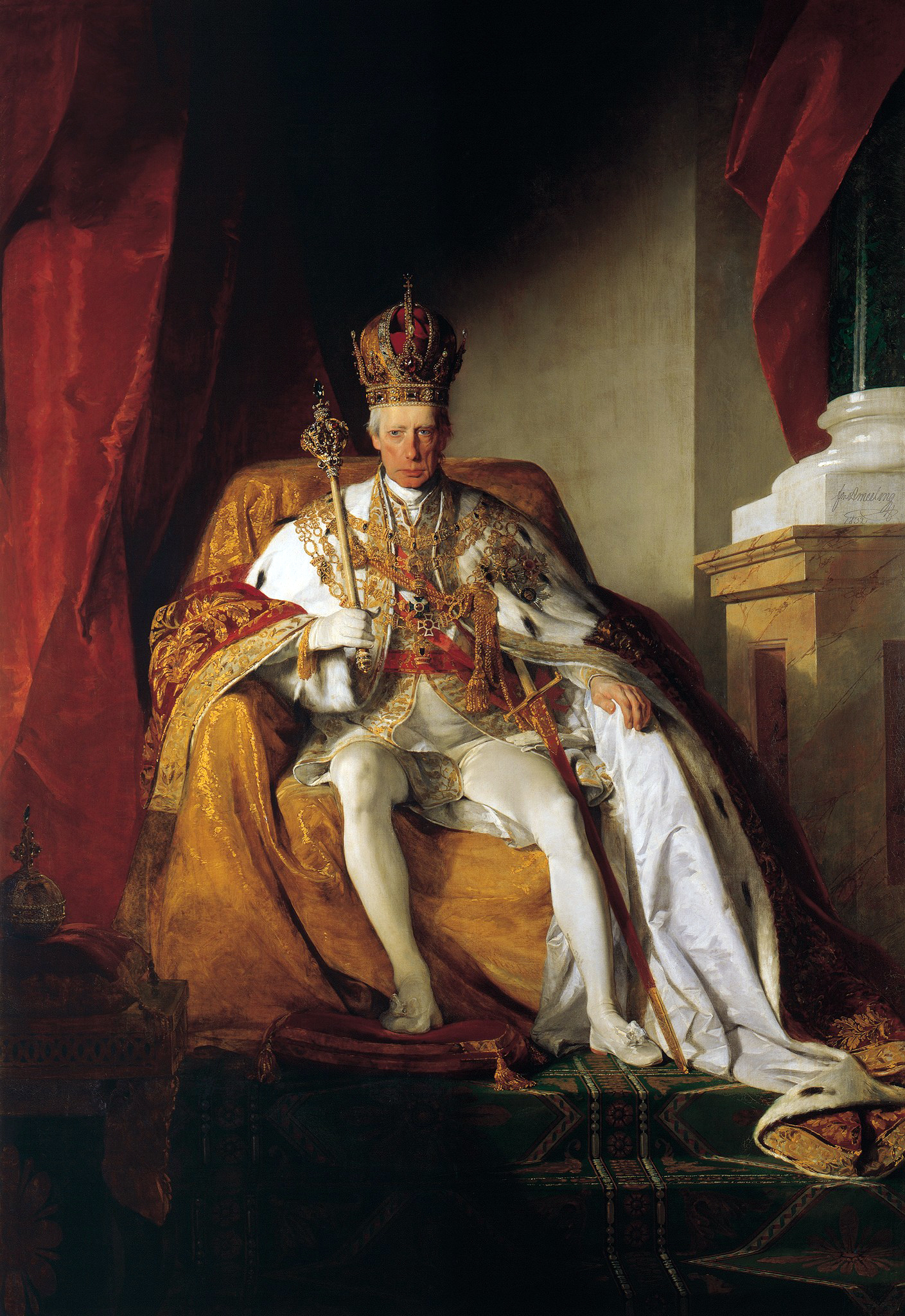
Francisco II del Sacro Imperio Romano Germánico. Emperador de Austria como Francisco I

En 1792, el hijo de Leopoldo II, Francisco II, fue coronado emperador en Frankfurt. Este último, después de la decapitación de los soberanos franceses, junto con los otros soberanos europeos, creó una primera coalición contra la Francia revolucionaria. La coalición inicialmente tuvo cierto éxito, pero inmediatamente comenzó a retirarse, especialmente en Italia, donde los austríacos fueron derrotados repetidamente, por el general corso Napoleón Bonaparte.
Con el Tratado de Campoformio en 1797, el Milanesado fue entregados a Francia, mientras que los austriacos permanecieron con el  Véneto, Istria y Dalmacia. Este tratado de paz fue seguido por otros, que redujeron el dominio de Habsburgo a Austria, Bohemia y Hungría; Francisco II también se vio obligado a perder el título imperial, pero se había autoproclamado emperador de Austria, para remediar la grave pérdida. Después de las derrotas de Lipsia (1813) y de Waterloo (1815), Napoleón fue exiliado a la Isla de Santa Elena, donde murió.
En el mismo año de la derrota francesa de Waterloo se estableció el Congreso de Viena con el que comenzó la Restauración. El Congreso exigió la restauración de los antiguos regímenes, Austria recuperó todas las posesiones italianas, eslavas y alemanas, que habían perdido durante las guerras napoleónicas, también se instauró la Santa Alianza entre Austria, Rusia y Prusia, que tenía la tarea de suprimir todos los movimientos revolucionarios filo franceses o de independencia que habrían estallado en Europa.
En los años que siguieron, Francisco II siguió una política centralizadora, siguiendo el consejo del primer ministro  Metternich; pero precisamente a causa de ella, y de los nuevos ideales de independencia, estallaron los disturbios de 1848, que devastaron el conjunto de Europa, y supusieron la expulsión del primer ministro de la Cancillería Imperial, y el ascenso de Francisco José, sustituyendo a Fernando I, quien se vio obligado a abdicar a favor del joven de dieciocho años.

### Fin del dominio de la casa de los Habsburgo-Lorena en Europa
En 1806, la agitación de los estados germánicos por parte de Napoleón Bonaparte marcó la desaparición del Sacro Imperio Romano. Sin embargo, anticipándose a la pérdida de su título de emperador de los romanos, Francisco II se auto declaró emperador hereditario de Austria en 1804, justo después de que Bonaparte se declarara a sí mismo «empereur des Français». Nostálgico de la gloria pasada, el entonces ex-Francisco II usó un título oficial desarrollado: 

Nos, Francisco el primero, por la gracia de Dios, emperador de Austria; rey de Jerusalén, Hungría, Bohemia, Dalmacia, Croacia, Eslavonia, Galicia y Lodomirie; archiduque de Austria; duque de Lorena, Salzburgo, Wurzburg, Franconia, Estiria, Carintia y Carniola; Gran duque de Cracovia; príncipe de Transilvania; margrave de Moravia; duque de Sandomir, Masovia, Lublin, Alta y Baja Silesia, Auschwitz y Zator, TeschenDesam y Friuli; príncipe de Berchtesgaden y Mergentheim; Príncipe Conde de Habsburgo, Gorizia y Gradisce, y Tirol; y margrave de Alta y Baja Lusacia e Istria.
Nous, François le premier, par la grâce de Dieu, empereur d'Autriche; roi de Jérusalem, Hongrie, Bohême, Dalmatie, Croatie, Slavonie, Galicie, et Lodomirie; archiduc d'Autriche; duc de Lorraine, Salzbourg]], Wurtzbourg, Franconie, Styrie, Carinthie, et Carniole; grand-duc de Cracovie; prince de Transylvanie; margrave de Moravie; duc de Sandomir, Masovie, Lublin, haute et basse Silésie, Auschwitz et Zator, Teschen, et Frioul; prince de Berchtesgaden et Mergentheim; prince-comte de Habsbourg, Gorizie et Gradisce, et de Tyrol; et margrave des haute et basse Lusace et d'Istrie».

Sin embargo, su título habitual siguió siendo el de «emperador de Austria».
Francisco José (1830-1916), emperador de Austria  fue la última gran personalidad de la Casa de Habsburgo. Bajo su reinado (1848-1916), Austria pareció revivir el período de su gran esplendor y Viena se convirtió en la ciudad más grande y bella de Mitteleuropa.
El emperador se enfrentó a la guerra de independencia de Italia y a la guerra austro-prusiana; en ambos casos condujo a derrotas, que pusieron fin a la supremacía de Austria, en Italia y en Alemania, y que aceleraron el lento declive de la dinastía.
En 1867 Francisco José otorgó una autonomía efectiva al reino de Hungría dentro del Imperio austríaco bajo los términos del «compromiso» Ausgleich  (ver Austria-Hungría); política y militarmente estaban unidos, pero en términos de política interna y administración permanecieron como entidades separadas. El título del jefe de Estado se convirtió entonces en «emperador de Austria y rey de Hungría», aunque también se hable de «emperador de Austria-Hungría».
Con el creciente interés de Austria-Hungría y Rusia por los Balcanes, se crearon fuertes tensiones dentro del Reich de los Habsburgo y llevaron a Austria a firmar una alianza con Alemania e Italia.
En 1914, con el asesinato del archiduque Francisco Fernando en Sarajevo estalló la Primera Guerra Mundial, debido a un complejo sistema de alianzas entre los estados europeos, que vieron por un lado las potencias centrales de Austria-Hungría, Alemania, Bulgaria y el Imperio Otomano y por el otro lado, la Entente y sus aliados.
En 1916 murió Francisco José, sucedido por Carlos  I. Carlos, el último soberano, después de perder la guerra, renunció al ejercicio del poder, pero no abdicó. Fue forzado al exilio el 3 de abril de 1919. Los dominios de los Habsburgo se dividieron definitivamente en repúblicas independientes.
Los miembros de la Casa de Habsburgo-Lorena que se negaron a prestar juramento a la nueva República de Austria también fueron forzados al exilio y sus propiedades fueron confiscadas. La Ley Habsburgo todavía se aplica a los descendientes del emperador Carlos bajo las mismas condiciones. El archiduque Rodolfo presentó una demanda contra el Estado austriaco, que ganó con el argumento de que la ley no podía aplicarse a él, nacido en el exilio. Aunque muchas de las disposiciones de la ley fueron derogadas en 1936 por el gobierno nacionalista de Engelbert Dollfuss (además de cambiar su estatus al de ley no constitucional), fue reinstaurada por los nazis (con disposiciones que favorecían el nacionalsocialismo), y luego recuperada del todo por el gobierno austríaco en 1945. Otón de Habsburgo-Lorena (1912-2011), jefe de la casa tras la muerte de Carlos I, firmó el acta de reconocimiento de la República de Austria y renuncia de cualquier futura reclamación para poder regresar al país. Conocido en su país como Dr. Otto Habsburg-Lorraine, dado que la República de Austria no reconoce oficialmente los títulos de nobleza, sirvió durante 20 años como diputado en el Parlamento Europeo. Habiendo fallecido en 2011, el pretendiente al trono actual es Carlos de Habsburgo-Lorena (también, Carlos de Austria).

### La casa de Habsburgo-Lorena hoy día
Si el mayor de los descendientes del emperador Francisco I y de la emperatriz María Teresa,  Georg, duque de Hohenberg, no es un miembro de la Casa de Habsburgo-Lorena, el jefe de la casa es el archiduque Carlos de Austria (nacido en 1961), hijo del archiduque Otón de Habsburgo-Lorena, el mismo el hijo mayor del último emperador de Austria, Carlos I. Solo, el archiduque Carlos tiene derecho a llevar el título de "Duque de Lorena y de Bar". Su padre, el archiduque Otón, se hacía llamar duque de Bar.
Fue en Nancy donde, el 10 de mayo de 1951, el archiduque Otón de Habsburgo-Lorena hizo bendecir su matrimonio con la princesa Regina de Sajonia-Meiningen (1925-2010). Cincuenta años después, cuando regresó para celebrar sus bodas de oro en la iglesia de los Cordeliers con toda su familia, el descendiente del duque Francisco III declaró: «Vine a Nancy porque soy loreno». El archiduque dio su firme apoyo a la restauración que siguió al incendio que asoló el castillo de Lunéville, el «Versalles loreno», en 2003. Una reliquia del emperador Carlos I, beatificada en 2004, fue depositada en la iglesia Saint-Epvre.
El 29 de diciembre de 2012, después de una ceremonia de homenaje a sus antepasados duques de Lorena y de Bar, en la Capilla de los Cordeliers, el bisnieto del archiduque Otto, el archiduque Christoph de Habsburgo-Lorena se casó con Adelaida. Drapé-Frisch en la basílica de Saint-Epvre de Nancy (que durante su construcción se había beneficiado de las donaciones del emperador Francisco José I de Austria y de su esposa, la famosa "Sissi") marcando la fidelidad de los descendientes de Francisco III a su patria de origen.
Georg Hohenberg, nacido en 1929 de un matrimonio morganático) proviene de una rama morganática de la Casa de Habsburgo-Lorena, como los condes de Meran (salidos del matrimonio morganático del archiduque Juan, hermano del emperador Francisco II con la hija de un jefe de correos). Sin embargo, los efectos combinados de la Pragmática Sanción (1713) y de la renuncia por el archiduque Francisco Fernando en favor de sus herederos en su calidad de miembros de las dinastías de la Casa de Habsburgo-Lorena, en aplicación del estatuto de su casa (1900), excluye a los miembros de la familia Hohenberg de cualquier derecho a los títulos y honores de la Casa de Austria.

## Soberanos salidos de la rama de los Habsburgo-Lorena
Emperadores del Sacro Imperio Romano Germánico
- Francisco III de Lorena (1729-1737) se convirtió en Francisco I del Sacro Imperio Romano Germánico de 1745 a 1765.
- 1765-1790: José II, Rey de Hungría y de Bohemia, emperador del Sacro Imperio Romano Germánico; des de 1780, data de la mort de la seva mare María Teresa, també monarca d'Àustria i dels altres dominis ancestrals dels Habsburg.
- 1790-1792: Leopoldo II, inicialment Gran Duc de Toscana sota règim de segonagenitura, va succeir al seu germà gran José II com a emperador del Sacro Imperio Romano Germánico.
- 1792-1806: Francisco II, último emperador del Sacro Imperio Romano Germánico, como Francisco II (1792-1806) y el primero de Austria, como Francisco I (1806-1835).

Emperadores de Austria, reyes de Hungría y de Bohemia
- 1806-1835: Francisco I
- 1835-1848: Fernando  I
- 1848-1916: Francisco José I
- 1916-1918: Carlos  I, muerto en el exilio en 1922.

Emperador de México
- 1864-1867: Maximiliano I

Grandes duques de Toscana
- 1737-1765: Francisco I, emperador desde 1745;
- 1765-1790: Leopoldo I, luego emperador en 1790-1792;
- 1790-1800: Fernando III (1.ª vez)

- 1801–1814: reyes de Etruria (familia de Borbón-Parma, 1801–1807) y ducado de Florencia anexionado a Francia (1807-1814)

- 1814-1824: Fernando III (2.ª vez)
- 1824-1849: Leopoldo II (1.ª vez)
- 1849: República provisional
- 1849-1859: Leopoldo II (2.ª vez)
- 1859-1860: Fernando IV

- Pretendientes:
- 1860-1908: Fernando IV
- 1908-1942: José I
- 1942-1948: Pedro II
- 1948-1984: Godofredo I
- 1984-1993: Leopoldo III
- 1993-presente: Segismundo I

Duques soberanos de Módena, rama llamada de Austria-Este
- 1814-1846: Francisco IV
- 1846-1859: Francisco V

Duquesas de Parma
- María Amelia de Habsburgo-Lorena, duquesa consorte
- 1814-1847: María Luisa de Austria, duquesa soberana vitalícia

Emperatriz de Brasil
- María Leopoldina de Austria

Reina de Portugal
- María Leopoldina de Austria

Reina y regente de España
- María Cristina de Habsburgo-Lorena

Reina de los belgas
- María Enriqueta de Austria

Reina de Francia
- María Antonieta de Austria

Emperatriz de los franceses y reina de Italia
- María Luisa de Austria

Reinas de Nápoles y de Sicilia
- María Carolina de Austria
- María Teresa de Austria-Teschen

Reinas de Cerdeña
- María Teresa de Austria-Este
- María Teresa de Austria-Toscana (1801-1855)
- María Adelaida de Austria

Electora de Baviera y del Palatino renano
- María Leopoldina de Austria-Este

Reina de Baviera
- María Teresa de Austria-Este (1849-1919)

Reinas de Sajonia
- María Teresa Josefa de Austria  (1767-1827)
- María Carolina de Austria (1801-1832) (1801-1832), princesa consorte que falleció antes de que su marido Federico Augusto II de Sajonia fuera rey
- Luisa de Austria-Toscana